# ديك أتكينز
ديك أتكينز (بالإنجليزية: Dick Atkins) هو مهندس أمريكي، ولد في 23 أبريل 1936، وتوفي في 13 نوفمبر 1966.